# Milleron
Der Milleron ist ein kleiner Fluss im Zentrum von Frankreich, der im Département Yonne der Region Bourgogne-Franche-Comté und im Département Loiret der Region Centre-Val de Loire südlich der Stadt Montargis verläuft.

## Geographie

### Verlauf
Der Milleron entspringt dem See Étang de la Goulardière, im nordöstlichen Gemeindegebiet von Rogny-les-Sept-Écluses, verläuft zunächst Richtung Norden durch die Landschaft des Gâtinais, schwenkt dann auf Nordwest und mündet nach insgesamt rund 15 Kilometern im Gemeindegebiet von Châtillon-Coligny als rechter Nebenfluss in den Loing, der hier parallel zum Schifffahrtskanal Canal de Briare verläuft.

### Orte am Fluss
(Reihenfolge in Fließrichtung)
- Le Tremblay, Gemeinde Rogny-les-Sept-Écluses
- Aillant-sur-Milleron
- Les Bourgoins, Gemeinde Dammarie-sur-Loing
- Les Chevrils, Gemeinde Châtillon-Coligny
- Châtillon-Coligny